# Kalix (osiedle)
Kalix – tätort w północnej Szwecji, leżące u ujścia rzeki Kalix do północnej części Zatoki Botnickiej, w regionie Norrbotten, około 50 km na zachód od granicy z Finlandią, przy szwedzkiej trasie E4, w południowej części szwedzkiej Laponii.
Obecnie liczy 7312 mieszkańców (dane z 2005). Miasteczko to jest stolicą liczącej około 17500 (17283 – dane z 2007) mieszkańców gminy Kalix.
Kalix zostało lokowane w 1482 na miejscu, gdzie w 1472 wzniesiono stojący do dziś kościół wraz z małą rybacko-łowiecką osadą.
Corocznie w sierpniu odbywa się w mieście święto rzeki Kalix, a w czerwcu podczas dorocznego święta pstrąga w ciągu 6 godzin trwania zawodów odławia się tutaj na wędkę średnio 1800 kg tej ryby.
Kalix leży około 120 km w linii prostej od koła podbiegunowego północnego, dlatego też latem, w czerwcu świt następuje około godziny 1.00, a zmierzch około 24.00. Zimą sytuacja ulega zmianie i świt następuje około 10.00 a zmierzch około 13.00.